# Greifswalder Saline
Die Greifswalder Saline, auch Greifswalder Salzwerk genannt, diente bis 1872 zur Salzgewinnung bei Greifswald. Sie befand sich auf dem Rosental gegenüber der Stadt am nördlichen Ufer des Ryck. 

## Geschichte

### Mittelalter
Die erste Erwähnung einer Salzpfannenstelle stammt aus dem Jahr 1206. Fürst Jaromar I. von Rügen bestätigte in einer Urkunde die Schenkung einer Salzpfanne durch den Münzmeister Martinus an das Kloster Dargun. In der 1207 durch Jaromar I. erfolgten Grundbesitzschenkung an das Kloster Hilda (Eldena) sowie deren Bestätigung 1208 durch den Herzog Kasimir II. von Pommern wird ein „locus salis“ (Salzort) genannt. In weiteren Urkunden aus der ersten Hälfte des 13. Jahrhunderts wurden die Salzstellen sowohl von rügischer als auch von pommerscher Seite wiederholt erwähnt, 1248 als „sultae“, was auf mehrere Salzgewinnungsstellen hindeutet und 1249 erstmals als „salina“. In der Urkunde von 1249, in der Herzog Wartislaw III. die neugegründete Stadt Greifswald vom Kloster zum Lehen nahm, wurde die Saline ausdrücklich von der Belehnung ausgeschlossen.
Wizlaw II. von Rügen behielt sich in einer Bestätigungsurkunde von 1267 die Gerichtsbarkeit über die Saline sowie die Hälfte des Salzertrages vor. 1288 überließen er und sein Sohn Wizlaw III. der Stadt Greifswald ihre Anteile an den Salzquellen und verzichteten gegen eine Geldzahlung auf alle bisherigen Ansprüche. Neben dem der klösterlichen und der fürstlichen bzw. städtischen Salzstelle gab es noch eine dritte, die im Besitz der Herren von Gristow war, einer Seitenlinie des rügischen Fürstenhauses. 1309 zerstörte ein Sturmhochwasser alle Anlagen zur Salzgewinnung. Ob es Versuche zur Wiederherstellung gab, ist nicht überliefert. Durch den sich ausdehnenden Seehandel gelangte in den folgenden Jahrhunderten Meersalz, als „Baisalz“ oder „Boysalz“ bezeichnet, aus Spanien und Frankreich in den Ostseeraum. Dessen niedriger Preis machte die weitere Nutzung der örtlichen Salzquellen unrentabel. 
Die Stadt Greifswald erwarb 1452 vom Kloster Eldena das Rosental mit den Salzquellen und allen darauf beruhenden Ansprüchen. Im Auftrag des Herzogs Ernst Ludwig von Pommern-Wolgast führte der Salinist Johannes Rhenanus eine Untersuchung der Solequellen durch und stellte eine Wirtschaftlichkeitsrechnung auf. Er ermittelte einen Salzgehalt zwischen 1 und 3 Prozent. Zu einer Wiederaufnahme der Salzproduktion kam es jedoch nicht.

### Dreißigjähriger Krieg
Als Greifswald 1627 während des Dreißigjährigen Krieges von kaiserlichen Truppen erobert und besetzt wurde, ließ der Condottiere Francesco Ludovico Perusi die Salzbrunnen freilegen, um die Versorgung der Truppen mit Salz zu sichern. Das Sieden erfolgte in einem Haus in der Nähe des Steinbecker Tores. Der Überschuss der Produktion wurde an die Greifswalder Bürger verkauft. 1634 wurden jedoch die Brunnenanlagen durch ein Hochwasser zerstört. Der Stadt fehlten die Mittel zur Fortsetzung der Salzproduktion.

### Schwedisch-Pommern
Um 1740 erwarb der Greifswalder Salzhändler Trendlenburg das Terrain mit den Salzquellen. Er nutzte die Sole um das grobe, graue und unansehnliche Baisalz in einem erneuten Siedeprozess zu reinigen (raffinieren). Seine Neffen David und Stenz Evert errichteten ab 1745 nach dem Vorbild der mecklenburgischen Saline Sülze, von der sie auch Fachkräfte holten, eine Saline mit Gradierwerken. Geringer Absatz und Streitigkeiten zwischen den Brüdern führten dazu, dass David Evert seinen Mehrheitsanteil an der inzwischen vernachlässigten Saline an den Greifswalder Kaufmann Moritz Christian Dommes verkaufte. Dieser musste sich mit der Bürokratie des Greifswalder Magistrats und der Regierung Schwedisch-Pommerns in Stralsund auseinandersetzen, was ihn viel Zeit kostete. In den 1770er Jahren ließ er ein neues Gradierwerk errichten, dessen Vorbild die durch Jakob Sigismund Waitz von Eschen in Sülze errichteten moderneren Gradierwerke waren. Unterstützt wurde er dabei durch den Greifswalder Mathematiker und Architekten Andreas Mayer. Die Salzproduktion konnte deutlich gesteigert werden, die Gewinne blieben jedoch wegen der hohen Investitions- und Produktionskosten gering. 
Die Oberkammerrätin Caroline Waitz Freifrau von Eschen, Tochter von Jakob Sigismund Waitz von Eschen erwarb 1781 die Saline und investierte in den folgenden Jahren in die Modernisierung der Anlage. Aber auch ihr und ihren Nachfolgern gelang es nicht, größere Gewinne zu erwirtschaften. Der benötigte Torf musste per Lastkahn von einem eigenen Torfstich an der Peene südlich von Pinnow über Peenestrom und Ziese transportiert werden. Später konnten auch Torfvorkommen bei Ladebow und Neuenkirchen genutzt werden. Schwierigkeiten bereitete die Beschaffung des für die Siedehäuser benötigten Tons und des in den Gradierwerken gebrauchten Schlehdorns (Schwarzdorn).

### Provinz Pommern
Mit dem Übergang Schwedisch-Pommerns an Preußen endete die Zeit des freien Salzhandels. Liefermengen und Preise wurden durch die Königlich Preussische Generalsalzdirektion als alleinigem Abnehmer diktiert. Zwischen 1825 und 1827 unternommene Bohrungen brachten keine wesentlich salzhaltigere Sole zu Tage. Ein Salzbrunnen wurde zeitweise durch ausgeschwemmten Sand verunreinigt. 
In der Mitte des 19. Jahrhunderts hatten die Gradierwerke der Saline eine Gesamtlänge von 330 Metern. Die Solpumpen wurden durch acht Windräder, Windkünste genannt, angetrieben. Es gab ein großes Siedehaus mit zwei und ein kleineres mit einer Pfanne. Die durchschnittliche jährlich produzierte Salzmenge lag bei 450 Tonnen. Die Unrentabilität führte 1872 zur Schließung der Saline. An diese erinnert heute noch der Name der Salinenstraße.